# Euprosthenopsis
Euprosthenopsis is een geslacht van spinnen uit de  familie van de kraamwebspinnen (Pisauridae).

## Soorten
- Euprosthenopsis armata (Strand, 1913)
- Euprosthenopsis lamorali Blandin, 1977
- Euprosthenopsis lesserti (Roewer, 1955)
  - Euprosthenopsis lesserti garambensis (Lessert, 1928)
- Euprosthenopsis pulchella (Pocock, 1902)
- Euprosthenopsis rothschildi Blandin, 1977
- Euprosthenopsis vachoni Blandin, 1977
- Euprosthenopsis vuattouxi Blandin, 1977